# عثمان جليلاهين
عثمان جليلاهين (من مواليد 12 فبراير 1987 في كاركاسون، فرنسا) هو لاعب كرة قدم جزائري يلعب في فريق نادي غوبيلين من الدوري الفرنسي الدرجة الرابعة .
في عام 2004، استدعى الفريق الوطني الجزائري لأقل من 20 عاما جليلاهين لمعسكر تدريبي لمدة أسبوع اختتم بمباراة ضد فريق الهواة لو غراو دو روا.

## روابط خارجية
- عثمان جليلاهين على موقع قاعدة بيانات كرة القدم.إي يو (الإنجليزية)
- عثمان جليلاهين على موقع ليكيب (الفرنسية)
- عثمان جليلاهين على موقع Soccerway.com (الإنجليزية)